# Șepeli, Velîka Bahacika
Șepeli (în ucraineană Шепелі) este un sat în așezarea urbană Velîka Bahacika din regiunea Poltava, Ucraina.

## Demografie
Componența lingvistică a localității Șepeli
     Ucraineană (100%)
Conform recensământului din 2001, toată populația localității Șepeli era vorbitoare de ucraineană (100%).